# The Lady Refuses
The Lady Refuses è un film del 1931 diretto da George Archainbaud.

## Produzione
Il film fu prodotto dalla RKO Radio Pictures. Durante la lavorazione, gli vennero dati diversi titoli, tra cui Children of the Streets, Ladies for Hire, A Lady for Hire e Forgotten Women.

## Distribuzione
Il copyright del film, richiesto dalla RKO Radio Pictures, inc., fu registrato l'8 marzo 1931 con il numero LP2050. Lo stesso giorno, il film uscì nelle sale cinematografiche degli Stati Uniti, distribuito dalla RKO sotto il nome Radio Pictures.